# BBC Radio Kent
BBC Radio Kent – brytyjska stacja radiowa należąca do publicznego nadawcy BBC i pełniąca w jego sieci rolę stacji lokalnej dla hrabstwa Kent. Została uruchomiona 18 grudnia 1970 pod nazwą BBC Radio Medway, która została zmieniona na aktualną w 1983 roku. Dostępna jest w analogowym i cyfrowym przekazie naziemnym oraz w Internecie. 
Od 2001 siedzibą stacji jest gmach BBC South East (oddziału regionalnego BBC dla południowo-wschodniej Anglii) w Royal Tunbridge Wells. Oprócz audycji własnych stacja transmituje również programy siostrzanych stacji lokalnych BBC z Norwich, Leeds, Oksfordu i Southampton, a także programy ogólnokrajowego BBC Radio 5 Live. 